# Модран (Дервента)
Модран је насељено мјесто у општини Дервента, Република Српска, БиХ. Према попису становништва из 2013. у насељу је живјело 144 становника.

## Географија
Модран се налази око 9 км југоисточно од Дервенте. На надморској висини од 255 м у истоименом селу налази се археолошки локалитет Градина Вис на земљописној ширини 44°54'46″, земљописној дужини 17°58′36″.

## Историја
Постоје материјални докази да је овај предио насељен одавнина, посебно у бронзаном добу. 
На основу систематских археоолошких испитивања поменутог подручја пронађени су докази о насељу који се хронолошки могу поредати на сљедећи начин:
- Вис А (ласињска култура) - енеолитик
- Вис Б (костолачка култура) - касни енеолитик
- Вис Ц1 - касно бронзано доба
- Вис Ц2 - касно бронзано доба и почетак жељезног доба.

## Истраживачки и конзерваторско-рестаураторски радови
На археолошком налазишту Вис Градина првобитна ископавања извршена су почетком 1957. године а настављена су мањим систематским ископавањем у септембру 1958. године и у априлу 1959. године. Ова ископавања финанцирао је Регионални музеј у Добоју. Археолошким радовима руководио је Здравко Марић, уз помоћ Оливере Ћуибрк, тадашње директорице Музеја.
Систематска археолошка истраживања су настављена 1963. и 1964, на простору који је обухватио 192 метара квадратна. Истраживањима на јужном и западном дијелу платоа узвишења откривени су трагови насеља ласиљске културе и костолачке културе, а у горњим слојевима трагови културе поља са урнама. Истраживања је водио Бранко Белић, а њима су повремено присуствовали Катарина Петровић, тадашња директорица Бродског посавља из Славонског брода, Иван Вуковић, тадашњи кустос из Завичајног музеја Травника и Алојз Бенац, тадашњи директор Земаљског музеја у Сарајеву.

## Значај
Александар Јашаревић, виши кустос-археолог у Музеју у Добоју, поднио је 22. фебруара 2013. године, петицију/приједлог за проглашење археолошког локалитета: Праповјесно насеље на Вису код Дервенте, националним спомеником Босне и Херцеговине.
Повјеренство за очување националних споменика, на темељу чланка V. ставка 4. Анекса 8. Општег оквирног споразума за мир у Босни и Херцеговини и чланка 39. ставка 1. Пословника о раду Повјеренства за очување националних споменика, на сједници одражној од 6. do 8. новембра 2013. године, донијело је одлуку о проглажењу Археолошког подручја - вишеслојно праповјесно насеље на Вису, општина Дервента, националним спомеником Босне и Херцеговине.

## Презентација у Музеју у Добоју
На овом археолошком локалитету крију се материјални остаци људи на овом подручју који датирају од прије 3.000 година. 
Национални споменик чине градина и покретни археолошки материјал с локалитета, похрањен у Музеју у Добоју. као дио сталное поставке археолошког одјељења Музеја у Добоју.
Добојски умјетник Драго Хандановић је као сарадник обавио и значајан рестаураторски рад у лапидаријуму Музеја и археолошке збирке. Издвајају се примјерци стилизованих и украшених керамичких посуда са локалитета Вис (Модран) код Дервенте.
- Презентација археолошких налаза у Музеју у Добоју

## Становништво
| Демографија | Демографија | Демографија |
| Година      | Становника  | Становника  |
| ----------- | ----------- | ----------- |
| 1948.       | 1.454       |             |
| 1953.       | 1.494       |             |
| 1961.       | 1.481       |             |
| 1971.       | 1.420       |             |
| 1981.       | 1.268       |             |
| 1991.       | 1.152       |             |
| 2013.       | 144         |             |